# Hősök tere (metropolitana di Budapest)
Hősök tere è una stazione della linea M1 della metropolitana di Budapest.
Aprì i battenti nel 1896 in concomitanza con l'inaugurazione dell'intera M1, linea su cui sorge la stessa stazione Hősök tere nel tratto compreso tra le fermate Bajza utca e Széchenyi fürdő.
Si tratta di una stazione sotterranea situata nei pressi di Piazza degli Eroi (che in ungherese è tradotta appunto Hősök tere), una delle principali piazze cittadine.

## Interscambi
Nelle vicinanze della stazione effettuano fermata alcune linee urbane automobilistiche:
- Fermata filobus
- Fermata autobus